# Ivo Vajgl

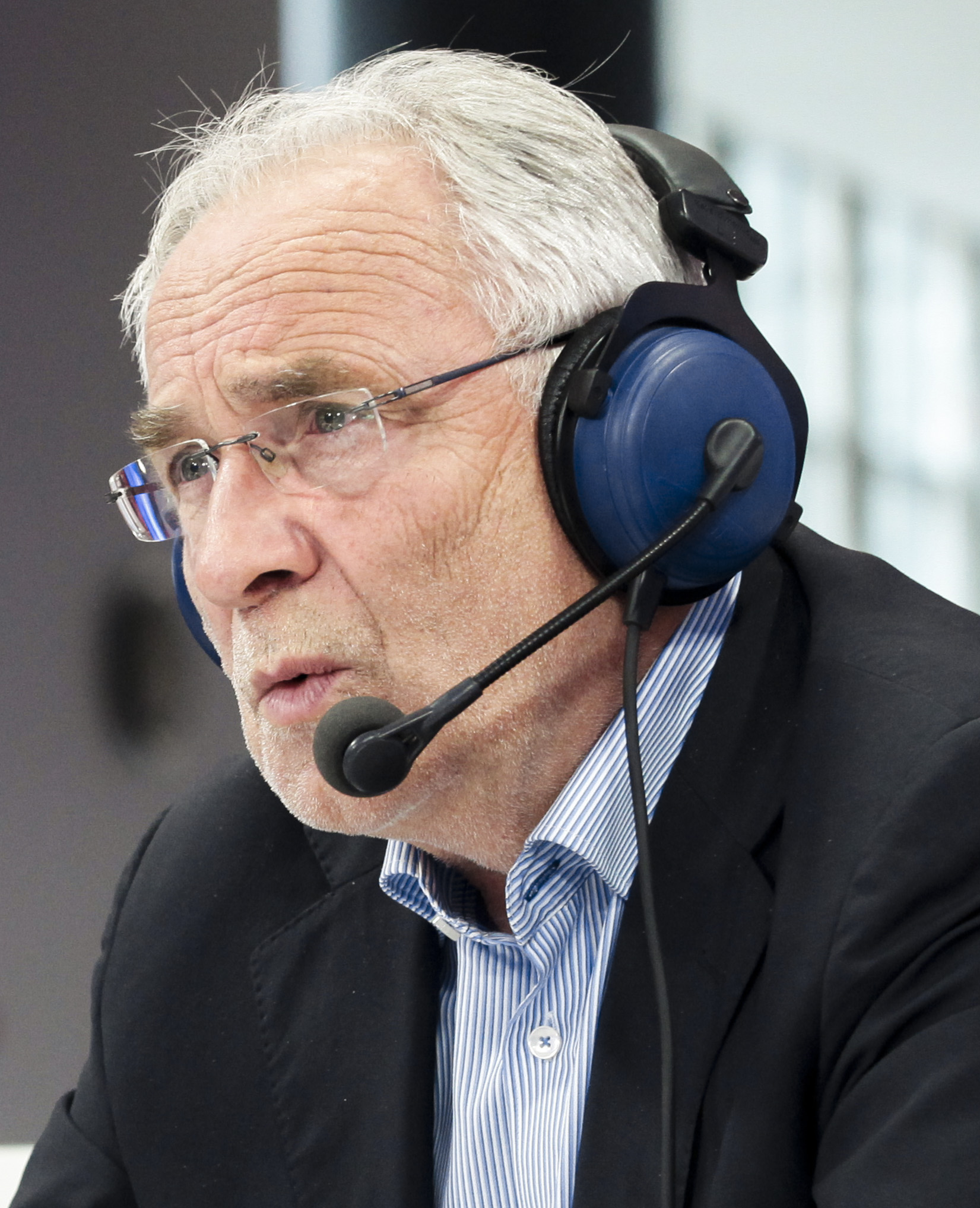
Ivo Vajgl (2015)

Ivo Vajgl (* 3. März 1943 in Marburg an der Drau) ist ein slowenischer Journalist, Diplomat und Politiker.

## Leben
Nach dem Abschluss der Biotechnischen Fakultät der Universität Ljubljana war Vajgl als Journalist sowie als Pressesprecher des jugoslawischen Außenministeriums tätig. Von 1976 bis 1980 arbeitete er als Korrespondent der jugoslawischen Presse in Bonn.
1984 wurde er Generalkonsul der Sozialistischen Föderativen Republik Jugoslawien in Cleveland USA. Weitere diplomatische Funktionen folgten. 1998 bis 2002 war er Botschafter Sloweniens in Österreich sowie bei der OSZE und der Internationalen Atomenergieorganisation (IAEO).
Im Jahr 2004 war Vajgl Sloweniens Außenminister. Er gehörte damals der Liberaldemokratie Sloweniens an, trat aber 2007 zur neugegründeten Partei Zares über.
In weiterer Folge war er 2004–2007 außenpolitischer Berater von Präsident Janez Drnovšek und 2008–2009 Abgeordneter der Staatsversammlung.

Seit 2009 gehört er dem Europaparlament an.
Er ist verheiratet und hat drei Kinder.

## EU-Parlamentarier
Vajgl ist Mitglied des Vorstands in der Fraktion der Allianz der Liberalen und Demokraten für Europa.
In folgenden Ausschüssen und Delegationen ist er vertreten:
- Mitglied im: Entwicklungsausschuss in der Delegation für die Beziehungen zu den Maschrik-Ländern und in der Delegation in der Parlamentarischen Versammlung der Union für den Mittelmeerraum
- Stellvertreter im: Ausschuss für auswärtige Angelegenheiten und im Unterausschuss für Sicherheit und Verteidigung und in der Delegation im Gemischten Parlamentarischen Ausschuss EU-Türkei[3]